# Михајло Живковић
Михајло Живковић (Будим, 1776. — Будим, 1824) био је српски академски сликар који је живео и радио у периоду касног барока и рококо периода. Сликао је у европском неокласичном стилу.

## Биографија и каријера
Живковић је 1798. године дипломирао на Академији ликовних уметности у Бечу. По повратку кући отворио је атеље у центру Будима, а бавио се и сликањем портрета.
Након што је 1802. године сликао иконе ктитора за имућне српске породице у Будиму и околини, започео је радове на великом иконостасу цркве Благовештења у Сентандреји који је завршио две године касније (1804). У средишту иконостаса су Царске двери, на којима су иконе Христа и Богородице, обојене на конвенционалан начин, по жељи наручиоца. Ликови Дванаесторице апостола у медаљонима лево и десно од велике композиције Богородичиног крунисања показују да се Живковић одвојио од уобичајеног облика. Апостоли су приказани у живахним покретима и спонтаним позицијама, што је одступање од типичних укочених стојећих фигура тог времена. У мањим композицијама Извор живота и Христос и жена из Самарије, смештеним у доњем делу иконостаса, Живковић је показао природну приврженост колориту рококо сликара. Након што је завршио иконостас, вратио се сликању портрета пре него што је 1815. дошла још једна поруџбина за сликање великог иконостаса у српској православној цркви Балашађармат
Српска црква у Балашађармату је данас музеј у коме су изложене његове иконе. Живковићеви иконостаси у Сентандреји и Балашађармату су до данас опстали као „изузетни споменици из прелазног периода векова и стилова“.
Живковићево дело је изложено и у Народном музеју у Београду.